# Mesnil-Follemprise
Mesnil-Follemprise är en kommun i departementet Seine-Maritime i regionen Normandie i norra Frankrike. Kommunen ligger i kantonen Bellencombre som tillhör arrondissementet Dieppe. År 2022 hade Mesnil-Follemprise 118 invånare.

## Befolkningsutveckling
Antalet invånare i kommunen Mesnil-Follemprise
| Referens: INSEE |